# Zusmarshausen

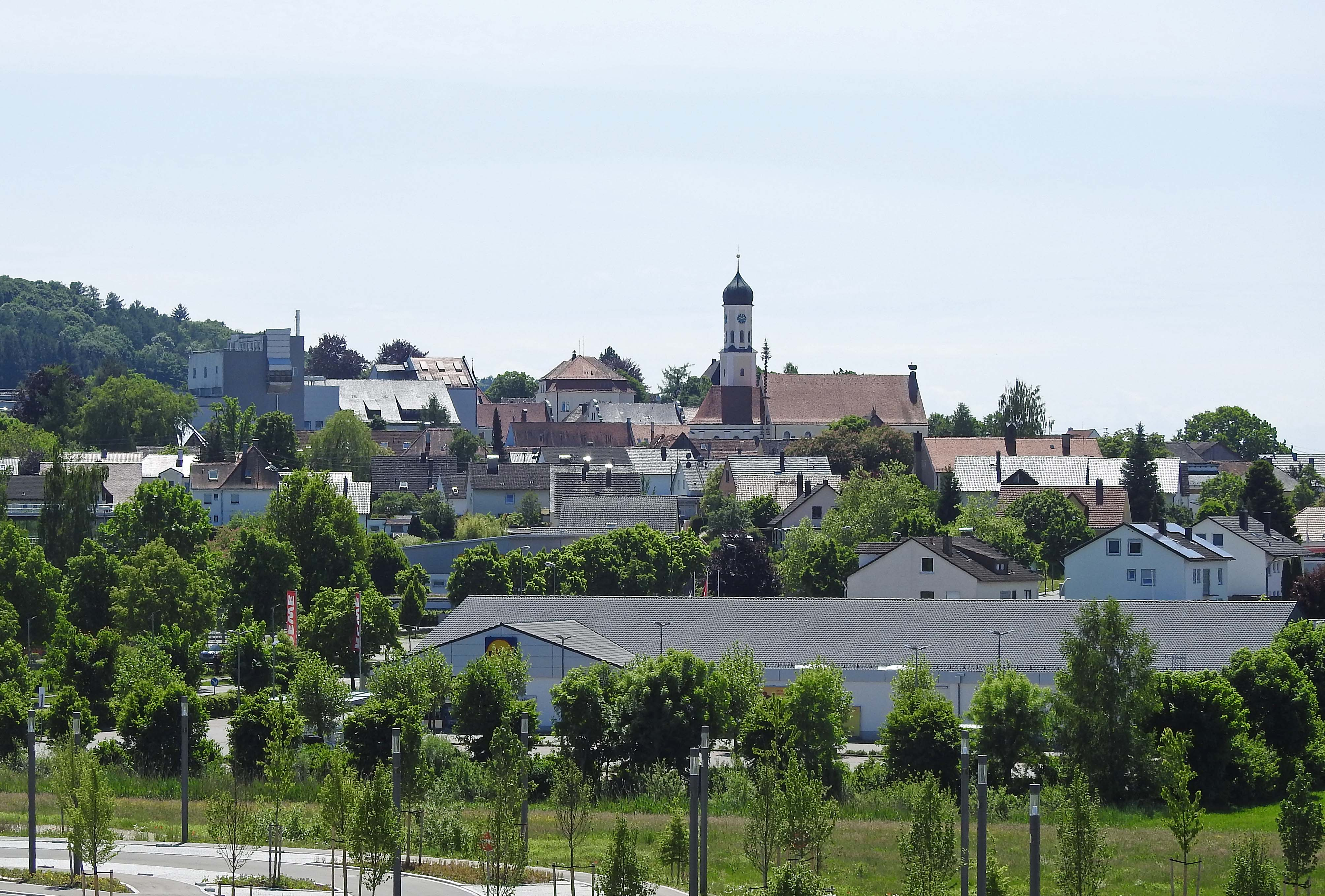
Zusmarshausen von Norden

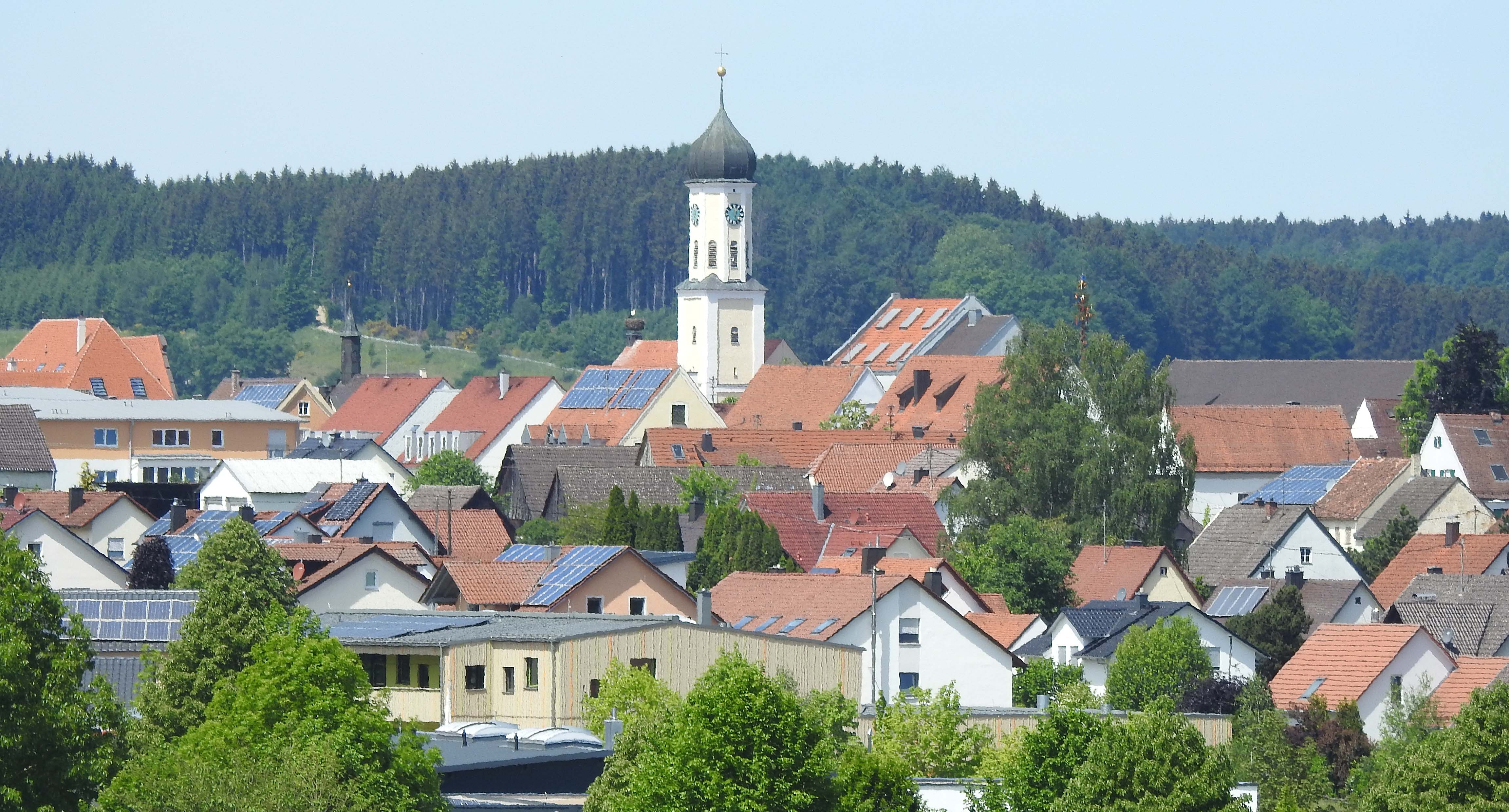
Zusmarshausen von Osten (2022)

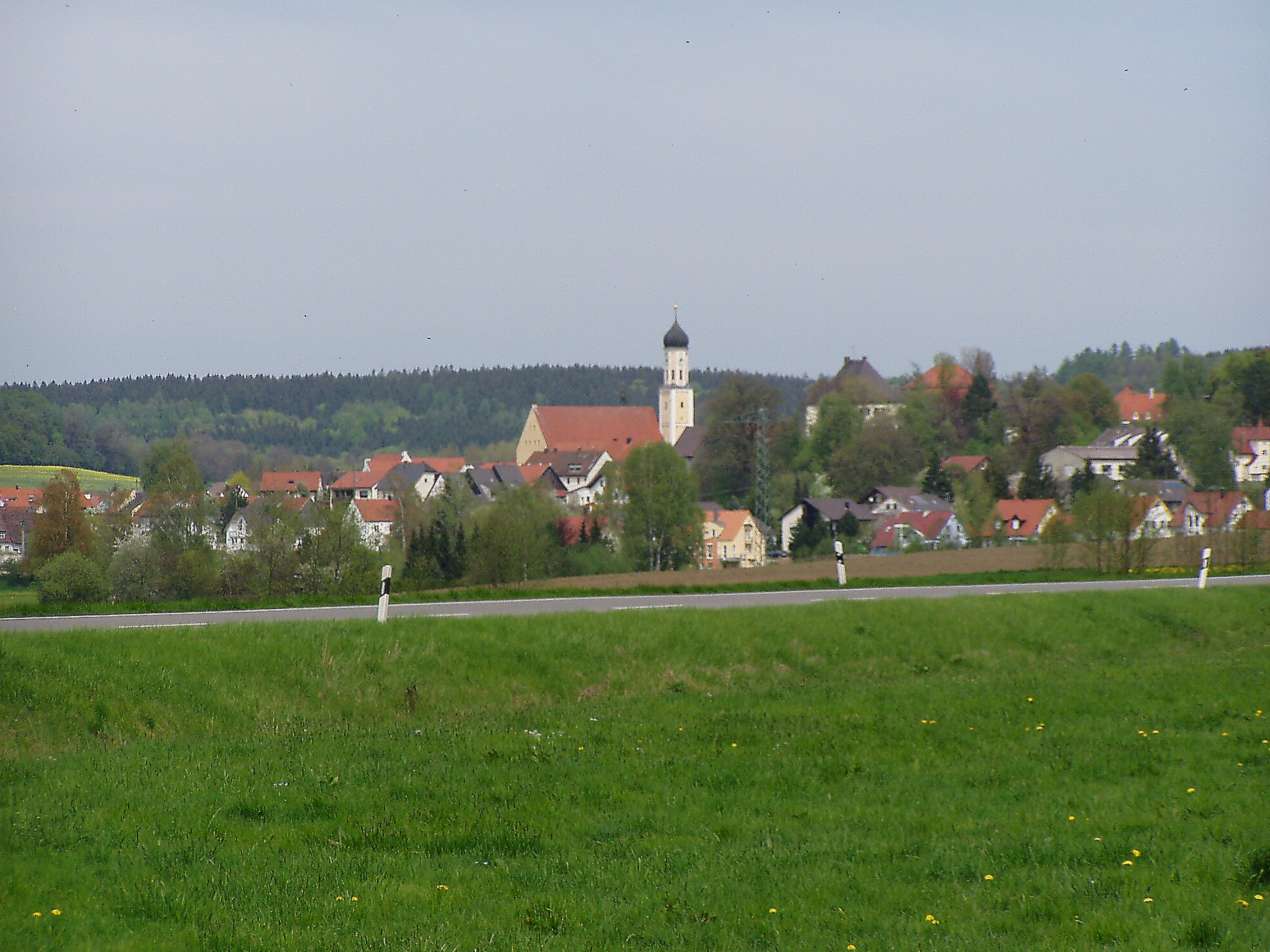
Zusmarshausen von Südwesten (2004)

Zusmarshausen ist ein Markt im schwäbischen Landkreis Augsburg in Bayern mit einer Autobahnanschlussstelle an der Bundesautobahn 8.

## Geographie

### Geographische Lage
Zusmarshausen liegt an der Zusam, kurz vor der Mündung der Roth und westlich des Rothsees. Die Staatsstraße 2510 führt durch den Ort. Augsburg liegt 23 Kilometer östlich von Zusmarshausen.

### Gliederung
Die Gemeinde hat 15 Gemeindeteile (in Klammern ist der Siedlungstyp angegeben):
- Gabelbach (Pfarrdorf)
  - mit Kleinried (Weiler)
  - mit Rücklenmühle (Einöde)
- Gabelbachergreut (Pfarrdorf)
- Steinekirch (Pfarrdorf)
  - mit Wolfsberg (Weiler)
- Streitheim (Pfarrdorf)
  - mit Lüftenberg (Einöde)
  - mit Weilerhof (Einöde)
- Vallried (Dorf)
- Wollbach (Pfarrdorf)
- Wörleschwang (Pfarrdorf)
- Zusmarshausen (Hauptort)
  - mit Friedensdorf (Siedlung)
  - mit Salenbach (Einöde)

## Geschichte

### Bis zur Gemeindegründung
Die Region um Zusmarshausen wurde spätestens seit der mittleren Altsteinzeit aufgesucht, wie der 2008 gefundene Faustkeil von Wörleschwang beweist, der von einem Neandertaler hergestellt worden sein dürfte.
Die Entstehung des Ortes vermutet man im 7. oder 8. Jahrhundert. Zusmarshausen wurde urkundlich erstmals durch König Arnulf im Jahr 892 erwähnt. Während der Zeit der Stammesherzogtümer lag Zusmarshausen im Herzogtum Schwaben. Im Jahre 1295 wurde die Gemeinde zum Markt erhoben.
Mit der Schlacht bei Zusmarshausen fand am 17. Mai 1648 das letzte größere Gefecht des Dreißigjährigen Krieges statt. Heute erinnert das Logo der ortsansässigen Brauerei Schwarzbräu, ein Fahnenschwinger aus der Zeit des Dreißigjährigen Krieges, sowie die Biersortenbezeichnung „Schwedenpils“ an die Bedeutung der damaligen Ereignisse für den Ort. Im Jahr 1684 erhielt der Ort eine Poststation an der Straße Paris – Wien.
Mit dem Reichsdeputationshauptschluss von 1803 kamen Zusmarshausen vom Hochstift Augsburg und die heutigen Ortsteile Gabelbachergreut und Steinekirch vom Domkapitel Augsburg zu Bayern. Im Zuge der Verwaltungsreformen in Bayern entstand mit dem Gemeindeedikt von 1818 die heutige Gemeinde.

### Kreiszugehörigkeit
Von 1862 bis 1929 gehörte Zusmarshausen zum Bezirksamt Zusmarshausen und ab 1929 zum Bezirksamt Augsburg, das seit 1939 als Landkreis Augsburg bezeichnet wird.

### Etymologie
Der Siedlungsname ist 892 als Zusemarohuson, 1239 als Zusemeshusen, 1246 als Zvsmarshvsen, 1345 als Zusmerhausen, 1654 als Zusmershausen und seit 1792 als Zusmarshausen bezeugt. Der Namensteil hausen ist die althochdeutsche Pluralform des Wortes für „Gebäude“ oder „Haus“. Das Bestimmungswort ist eine Ableitung des Flussnamens Zusam, die „die Leute an der Zusam“ meint.

### Eingemeindungen
Im Zuge der Gebietsreform in Bayern wurden am 1. Oktober 1976 die Gemeinden Steinekirch, Vallried und Wörleschwang eingegliedert. Gabelbach, Gabelbachergreut, Horgau und Wollbach sowie Gebietsteile der aufgelösten Gemeinde Streitheim kamen am 1. Mai 1978 hinzu.

### Ausgliederungen
Nach jahrelangem Widerstand der Bevölkerung wurde die Gemeinde Horgau durch das Urteil des Bayerischen Verfassungsgerichtshofes am 27. Oktober 1983 wieder eine selbständige Gemeinde. Der neu gewählte Gemeinderat nahm am 1. Mai 1984 seine Arbeit auf.

### Einwohnerentwicklung
Zwischen 1988 und 2018 wuchs die Gemeinde von 4856 auf 6378 um 1522 Einwohner bzw. um 31,3 %.

## Politik

### Gemeinderat
Der Marktgemeinderat hat 20 Mitglieder (Stand Kommunalwahl 2020):
- CSU: 8 Sitze (40,9 %)
- Freie Wählervereinigung: 7 Sitze (35,3 %)
- Bürgerliste Zusmarshausen: 5 Sitze (23,8 %)

### Bürgermeister
Bernhard Uhl (CSU) ist seit 2014 Erster Bürgermeister; dieser wurde am 15. März 2020 mit 63,6 % der Stimmen wieder gewählt. Sein Vorgänger war Albert Lettinger (FWV) (1996–2014).

### Wappen
|  | Blasonierung: „In Rot auf grünem Boden ein kapellenartiges silbernes Haus mit blauem Dach, aus dessen offenem Tor ein silberner Bach fließt.“ |
|  | |

## Kultur und Sehenswürdigkeiten

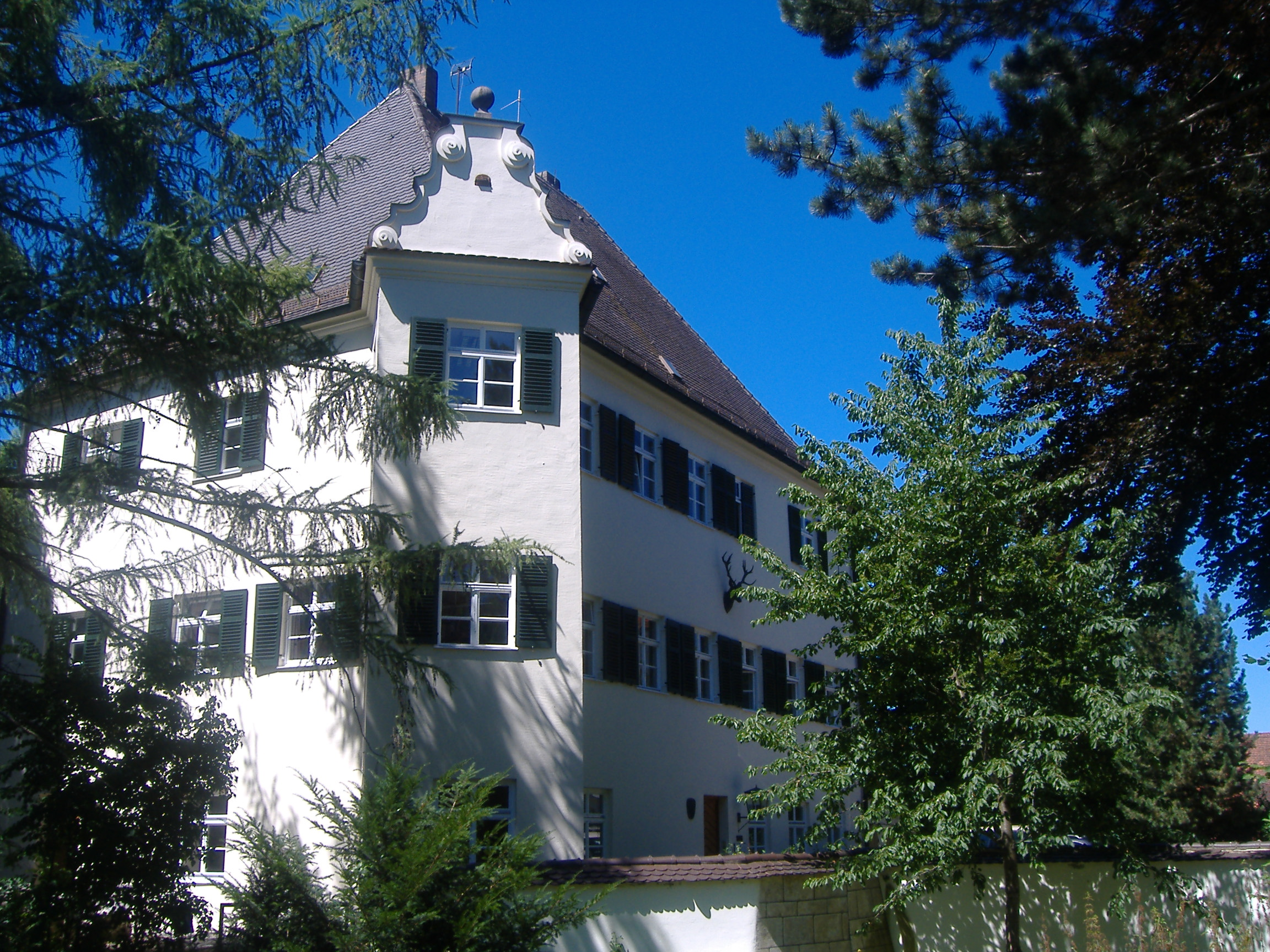
Schloss Zusmarshausen

Die Ruine der hochmittelalterlichen Burg Wolfsberg aus dem 10. Jahrhundert findet man oberhalb des Ortsteils Steinekirch. Auf dem Antoniberg liegt eine rätselhafte Wallanlage. Ihr Ursprung ist Gegenstand vieler archäologischer Spekulationen.
Schloss Zusmarshausen wurde 1505 von Fürstbischof Heinrich IV. von Lichtenau als Sitz des bischöflichen Pflegamtes erbaut. Es blieb bis zur Säkularisation im Besitz des Hochstifts Augsburg.
Unter dem gemeinsamen Dach von ZusKultur werden in Zusmarshausen Kulturveranstaltungen organisiert.
Eine Volkssternwarte und ein Planetarium befinden sich im Gemeindeteil Streitheim. Die Sternwarte wurde am Tag der totalen Sonnenfinsternis, dem 11. August 1999, eröffnet. Eine „Astronomische Pergola“ bietet Einblicke in aktuelle Himmelsereignisse und liegt am Rundwanderweg an der Sternwarte.

## Schulen
Der Schulverband Zusmarshausen besteht aus den Grundschulen in Altenmünster, Horgau und Zusmarshausen, deren Schüler dann auf eines der Gymnasien in der Umgebung, die Realschule Zusmarshausen oder die Mittelschule Zusmarshausen (mit Mittlere-Reife-Zug-Angebot) wechseln.

## Wirtschaft und Infrastruktur
In Zusmarshausen befindet sich unter anderem der Hauptsitz des Fahrzeugzubehör-Herstellers Sortimo. Der Forstbetrieb Zusmarshausen von den Bayerischen Staatsforsten bewirtschaftet den Staatswald in der Region.

### Regionalbahn
Im Januar 2025 gab die Deutsche Bahn (DB) bekannt, in Zusmarshausen im Zuge der Neubaustrecke Ulm–Augsburg einen Regionalbahnhof zu errichten. Die Regionalbahn fährt dann von Ulm aus über die Bestandsstrecke, mit Halt in Neu-Ulm, Günzburg, Offingen und Burgau. Danach über die Neubaustrecke mit Halt in Zusmarshausen, Augsburg-Oberhausen und Augsburg Hbf. Der Beschluss wurde von der DB in Zusammenarbeit mit dem Bund, dem Freistaat Bayern und der Markt Zusmarshausen getroffen.

## Persönlichkeiten
- Jakob Henrichmann (um 1482–1561), Humanist, Jurist und Geistlicher, von 1521 bis mindestens 1541 Pfarrer von Zusmarshausen
- Ludwig Lauk (* 1816), deutscher Mediziner, 1840–1843 Assistenzarzt der Chirurgischen Universitätsklinik in Würzburg, Arzt in Zusmarshausen[12]
- Ulrich Zusemschneider († 1632), katholischer Pfarrer in Biberbach
- Lorenz Gleich (1798–1865), Militärarzt, Protagonist der Naturheilkunde und Wasserheilkundler
- Adolf Krazer (1858–1926), Mathematiker
- Leonhard Baumeister (1904–1972), Politiker (CSU)
- Ambros Rueß (1916–2009), Biologe, Abt von Schäftlarn 1963–1973
- Maria Lang (1945–2014), Filmemacherin, Schriftstellerin, Filmkuratorin, Feministin und lesbische Aktivistin
- Ulrich Höfer (* 1957), Physiker und Hochschullehrer
- Franz Kanefzky (* 1964), Hornist und Komponist
- Raif Husić (* 1996), Fußballspieler